# Affonso Ávila
Affonso Ávila (Belo Horizonte, 19 de janeiro de 1928 - Belo Horizonte, 26 de setembro de 2012) foi um pesquisador, ensaísta e poeta brasileiro.
É considerado um dos mais importantes poetas brasileiros contemporâneos.
Teve participação ativa em importantes movimentos literários, foi criador do Instituto Estadual do Patrimônio Histórico e Artístico de Minas Gerais e de toda uma linha de pesquisas e ensaios cujo enfoque é o Barroco no Brasil, principalmente do Barroco mineiro.
Foi organizador da Semana de Poesia de Vanguarda, um importante evento realizado em 1963, e vencedor de diversos prêmios – entre eles o Prêmio Jabuti de Literatura, com O visto e o imaginado.

## Vida
Affonso Ávila é filho de Lindolfo de Ávila e Silva e Liberalina de Barros Ávila, viúvo da ensaísta e escritora Laís Correa de Araújo(falecida em 2006). Também é pai do poeta Carlos Ávila, da historiadora Cristina Ávila. e de Paulo, Myriam e Mônica.
Foi leitor assíduo durante a adolescência, costume que o acompanharia pelo resto da vida, como a leitura da Coleção Brasiliana e dos cadernos literários dos jornais do Rio e de São Paulo, e também o tornaria escritor.
Trabalhou como auxiliar de gabinete de Juscelino Kubitschek de Oliveira,
então governador.
Ao longo de sua carreira, teve contato com poetas e autores como Affonso Romano de Sant'Anna (com quem formou a revista Tendência), Haroldo e Augusto de Campos, dentre outros. Foi um dos primeiros autores a escrever sobre a obra de João Guimarães Rosa.
Em 2006, recebeu uma homenagem concedida pela Secretaria de Estado da Cultura de Minas Gerais com a publicação da Fortuna crítica de Affonso Ávila.
Em junho de 2010, foi homenageado pela Universidade Federal de Minas Gerais (UFMG), a mais prestigiada universidade do estado, com a exposição exposição constructopoético – affonso80anosávila, realizada no Palácio das Artes, formada por livros, cartas, documentos, acervo pessoal do poeta, desenhos de outros artistas sobre a obra do escritor e pelo vídeo de Eder Santos, baseado num poema de Affonso Ávila.
Após um mês de internação no Hospital Felício Rocho, faleceu aos 84 anos em decorrência de uma parada cardíaca, na casa dele na Rua Cristina, Bairro Santo Antônio, em Belo Horizonte.

## Carreira
Foi, juntamente com Fábio Lucas, Rui Mourão, Laís Corrêa de Araújo, Cyro Siqueira e outros jovens intelectuais, fundador da revista Vocação que o levaria a ser nomeado assessor de gabinete de Juscelino Kubitschek.
A carreira de Affonso Ávila acumula trabalhos de levantamento e conservação do patrimônio artístico e arquitetônico das cidades históricas mineiras, sendo um dos marcos desse percurso a criação do Iepha.
Em 1956, passou a ser colunista do jornal O Estado de S.Paulo  em assuntos sobre Minas Gerais.
Em 1957, funda a revista Tendência.
Em 1963, foi um dos organizadores da Semana Nacional de Poesia de Vanguarda, em Belo Horizonte.
Em 1967, teve publicado o livro Resíduos seiscentistas em Minas que se tornaria um clássico nos estudos sobre a história de Minas Gerais.
Em 1969, foi lançado O poeta e a consciência crítica e Código de Minas & poesia anterior, dois livros que marcaram para sempre sua trajetória.
Em 1969, foi diretor do Centro de Estudos Mineiros (CEM) da UFMG.
Entre 1969 e 1996, dirigiu a revista Barroco, publicada pelo CEM/UFMG, que se tornou leitura obrigatória sobre o assunto.
É autor de diversos livros, alguns deles premiados, editor de revistas e colaborador de diversas publicações,  como da revista Tendência, da qual fez parte da direção, e da Fundação Gulebnkian, de Portugal.

### Obras
Livros publicados:
- O Açude, 1953[7]
- Sonetos de Descoberta, 1953[4]
- Carta do Solo, 1961[3][7]
- Frases feitas, 1963[7]
- Resíduos Seiscentistas em Minas, dois volumes,[5]1967[12]
- O lúdico e as projeções do mundo barroco,[13]1971[4]
- Código de Minas, 1969[13]
- Poesia anterior, 1969[7]
- Código Nacional de Trânsito , 1972[7]
- Cantaria barroca, 1975[13]
- Discurso da difamação do poeta, 1976[7]
- Barroco mineiro: glossário de arquitetura e ornamentação, Companhia Editora Nacional, 1979[4]
- Masturbações, 1980[14]
- Barrocolagens, 1981[13]
- Delírio dos cinqüent'anos, 1984[13]
- O belo e o velho, 1987[13]
- O visto e o imaginado, 1990[13]
- Catas de Aluvião: Do Pensar e Do Ser de Minas, Graphia, 2000[4]
- A lógica do erro, 2002[7]
- Cantigas do Falso Alfonso El Sabio, 2006[15]
- Homem ao Termo: Poesia Reunida (1949-2005), 2008[6]
- Poeta Poente, 2010[6]
- Égloga da Maçã, 2012[16]

Prêmios
Vencedor dos prêmios:
- Othon Lynch Bezerra de Mello pelo livro Sonetos da descoberta.[2]
- Cidade de Belo Horizonte em 1961;[2]
- Cláudio Manoel da Costa, em 1961, pela publicação do livro de poemas Carta do solo.[2]
- Prêmio Jabuti na categoria Poesia: em 1991, pelo livro O Visto e o imaginado e em 2007, por Cantigas do Falso Alfonso El Sabio.[17]